# Frank Rohde
Frank „Wuschi“ Rohde (* 2. März 1960 in Rostock) ist ein ehemaliger deutscher Fußballspieler und heutiger -trainer.

## Sportliche Laufbahn

### Vereinskarriere
Frank Rohde erlernte wie seine drei älteren Brüder Peter, Rainer und Jürgen das Fußballspielen von 1966 bis 1969 bei der SG Dynamo Rostock-Mitte, bei der sein Vater Egon Jugendleiter war. 1969 wurde der Vater in eine gleichartige Tätigkeit beim BFC Dynamo berufen. Diesem Fußballclub der Sportvereinigung Dynamo gehörte sein jüngster Sohn dann bis 1990 an. 1974 folgte Frank Rohde seinen drei Brüdern auf die Kinder- und Jugendsportschule „Werner Seelenbinder“ in Berlin-Hohenschönhausen. Nach seinem Oberligadebüt in der Saison 1979/80 wurde er mit dem Hauptstadtclub neun Mal DDR-Meister und gewann zweimal (1988 und 1989) den FDGB-Pokal. Insgesamt bestritt Rohde 200 Oberligaspiele, in denen er zehn Tore erzielte.
Zur Saison 1990/91 wechselte Rohde zusammen mit Thomas Doll vom mittlerweile in FC Berlin umbenannten Verein zum Hamburger SV in die Fußball-Bundesliga. Der HSV überwies für den Wechsel der beiden Spieler, der im Mai 1990 abgemacht wurde, eine Ablöse von zusammen 2,5 Millionen D-Mark. Zwischen 1990 und 1993 bestritt er 103 Partien in der Bundesliga. Rohde galt beim HSV auch ohne Kapitänsamt als „Chef der Mannschaft“. In der Saison 1992/93 war er Spielführer der Hamburger. Im September 1992 wurde Rohde vom HSV abgemahnt: Er hatte mit mehreren Mitspielern einen Ausflug nach Timmendorfer Strand gemacht, was von der Presse als Disco-Affäre dargestellt wurde, während Rohde von einem Familienausflug mit seiner Frau, seinen Kindern und Mannschaftskameraden berichtete. In der Folge der Vorgänge trennte sich der HSV von Trainer Egon Coordes, der gefordert hatte, Rohde und die vier anderen Spieler auszusortieren, die in Timmendorfer Strand gewesen waren.
1993 erwog Rohde zunächst das Ende seiner Laufbahn im Berufssport, wechselte dann aber nach Berlin zurück und stand in der 2. Bundesliga zwischen 1993 und 1995 bei Hertha BSC 48 Mal auf dem Platz. Am 28. Juli 1993 wurde ein Eigentor von Rohde als Tor des Monats ausgezeichnet. Diesen Preis nahm er jedoch als bisher einziger Fußballer erst 18 Jahre später in Empfang.

### Auswahleinsätze
Beim BFC schaffte Rohde auch den Sprung in die DDR-Nationalmannschaft, für die er zwischen 1984 und 1989 insgesamt 42 Länderspiele bestritt. Sein einziges Tor im Trikot der Nationalmannschaft gelang ihm am 10. Oktober 1984 in Aue beim Länderspiel der DDR gegen Algerien. Rohde schoss in der 25. Minute das 2:0, am Ende gewann die DDR mit 5:2.

## Trainerlaufbahn
Seit Beendigung seiner Laufbahn als aktiver Spieler im Jahre 1995 arbeitet Rohde als Fußballtrainer. Zwischen 1995 und 1997 betreute er den Regionalligisten Reinickendorfer Füchse. Im Januar 1998 wechselte er zum Ligakonkurrenten FC Sachsen Leipzig, wo er bis Mai 1999 blieb. Danach trainierte er den Oberligisten Eintracht Oranienburg und war ab dem 18. Juni 2003 Cheftrainer beim Chemnitzer FC, wo er im Laufe der Saison 2004/05 entlassen wurde. Nach einer erneuten Trainertätigkeit beim Brandenburger Verbandsligisten Eintracht Oranienburg betreute er von 2010 bis Oktober 2015 den in der Brandenburg-Liga spielenden SV Falkensee-Finkenkrug. Die Mannschaft führte er 2012 zum Gewinn des Brandenburgischen Landespokals, im Endspiel bezwang man den Drittligisten SV Babelsberg 03.
Ab November 2015 betreute er den FV Preussen Eberswalde (Brandenburg-Liga). Nach der Entbindung vom Amt des Trainers der ersten Mannschaft im Oktober 2017 betreute er ab November 2017 die zweite Mannschaft des FV Preussen Eberswalde. Das Amt übte er bis 2018 aus. 

## Sonstiges
In der DDR hatte Rohde den Rang eines Oberleutnants der Volkspolizei inne.
Im Januar 1992 wurde gegen Rohde sowie zwei weitere frühere Spieler des BFC Dynamo (Thomas Doll und Andreas Thom) in der Zeitung Neue Presse vom ehemaligen DDR-Zweitligaspieler Jörg Kretzschmar der Vorwurf laut, diese hätten für die Staatssicherheit der DDR gearbeitet. Alle drei Spieler stritten das ab. Kretzschmar nahm wenig später seinen Vorwurf zurück, daraufhin verfolgten sie den Gedanken, eine Klage einzureichen, nicht weiter.
Rohde ist verheiratet und hat eine Tochter und einen Sohn.